# Penízovka sametonohá

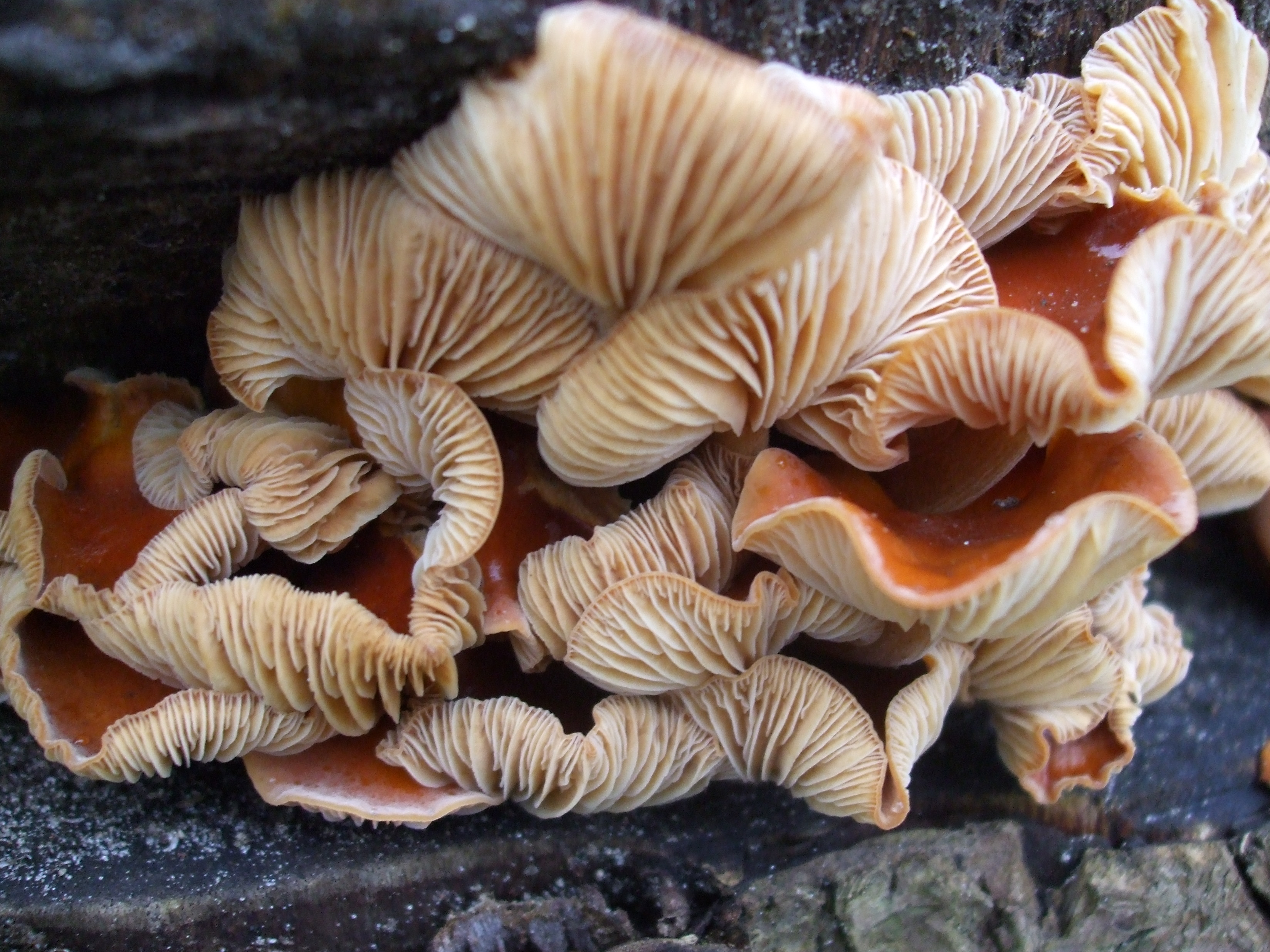
Penízovka sametonohá

Penízovka sametonohá (Flammulina velutipes) je jedlá zimní houba, její klobouk je široký 2–8 cm. Roste zpravidla v trsech na kmenech tlejících (někdy i živých) listnatých stromů. Je známá netypickým obdobím růstu (od října do března) a vydrží velmi nízké teploty (až do –10 °C). Její chuť a vůně jsou příjemné a typicky houbové. V gastronomii je známa pod japonským názvem enoki.

## Popis
Klobouk má medově zbarvený, až do oranžova, 3 až 8 cm široký, za vlhka lepkavý, lupeny husté, bělavé a tenké, válcovitý třeň (noha) je sametově chlupatý, později až černohnědý (u starších plodnic). Za mrazů zmrzne na kost, ale to jí nijak nevadí, po rozmrznutí pokračuje v růstu. Podobnou vlastnost má i hlíva ústřičná a ucho Jidášovo (to roste na mrtvém dřevě černého bezu).
Trochu podobná je třepenitka svazčitá, která je mírně jedovatá, ale nemá tmavou nohu a lupeny jsou žlutozelenavé. Po zmrznutí neroste.

## Výskyt a rozšíření
Penízovka sametonohá je rozšířena na severní polokouli v mírném klimatickém pásu, vyskytuje se také v Austrálii.
Roste od října do prosince, během mírné zimy až do března na kmenech a větvích především opadavých stromů. Plodnice jsou nahloučeny téměř vždy v trsech.
Výskyt byl zaznamenán na následujících taxonech javor, jírovec maďal, olše lepkavá, bříza bělokorá, habr, svída krvavá, hloh, buk, jasan ztepilý ořešák královský, svitel latnatý, jabloň domácí, morušovník bílý, topol osika, dub, rybíz červený, trnovník, vrba, bez černý, jeřáb ptačí, lípa, jilm. Na jehličnatých dřevinách se vyskytuje velmi zřídka. Zaznamenána byla pouze na zeravu.
V Asii se tato houba pěstuje pro kulinářské využití, podobně jako např. hlíva ústřičná. Zpracovávají se mladé plodnice s tenkým třeněm a malým kloboukem, mající typický svazkovitý tvar. Chlazená bývá nabízena v obchodech s asijskými potravinami, zpravidla pod japonským názvem enoki nebo enokitake. Výborně chutná v asijských nudlových a zeleninových pokrmech nebo v kombinaci s kuřecím masem. Nejlepší úpravou je smažení nebo restování a není třeba ji upravovat déle neź 5 minut.